# Small Satellite Launch Vehicle
L'SSLV (Small Satellite Launch Vehicle) és un vehicle de llançament lleuger desenvolupat per l'ISRO (Agència Índia d'Investigació Espacial). Té capacitat per propulsar 500 kg a òrbita terrestre baixa (500 km) o 300 kg a òrbita heliosíncrona (500 km). Està dissenyat per a dispensar petits satèl·lits en múltiples destinacions orbitals. L'SSLV es va desenvolupar amb l'objectiu d'aconseguir un vehicle de llançament de baix cost i amb requisits mínims d'infraestructura.
El vol inaugural SSLV-D1 es va dur a terme el 7 d'agost de 2022, des del Centre de Llançament Satish Dhawan, però no va ser reeixit perquè els satèl·lits no van entrar en òrbita. Un segon vol el 10 de febrer de 2023 va lliurar amb èxit càrregues útils a l'òrbita de destinació.
En el futur, està previst la construcció d'un nou port espacial de llançament anomenat SSLV Launch Complex (SLC) a prop de Kulasekharapatnam a Tamil Nadu.

## Descripció del vehicle

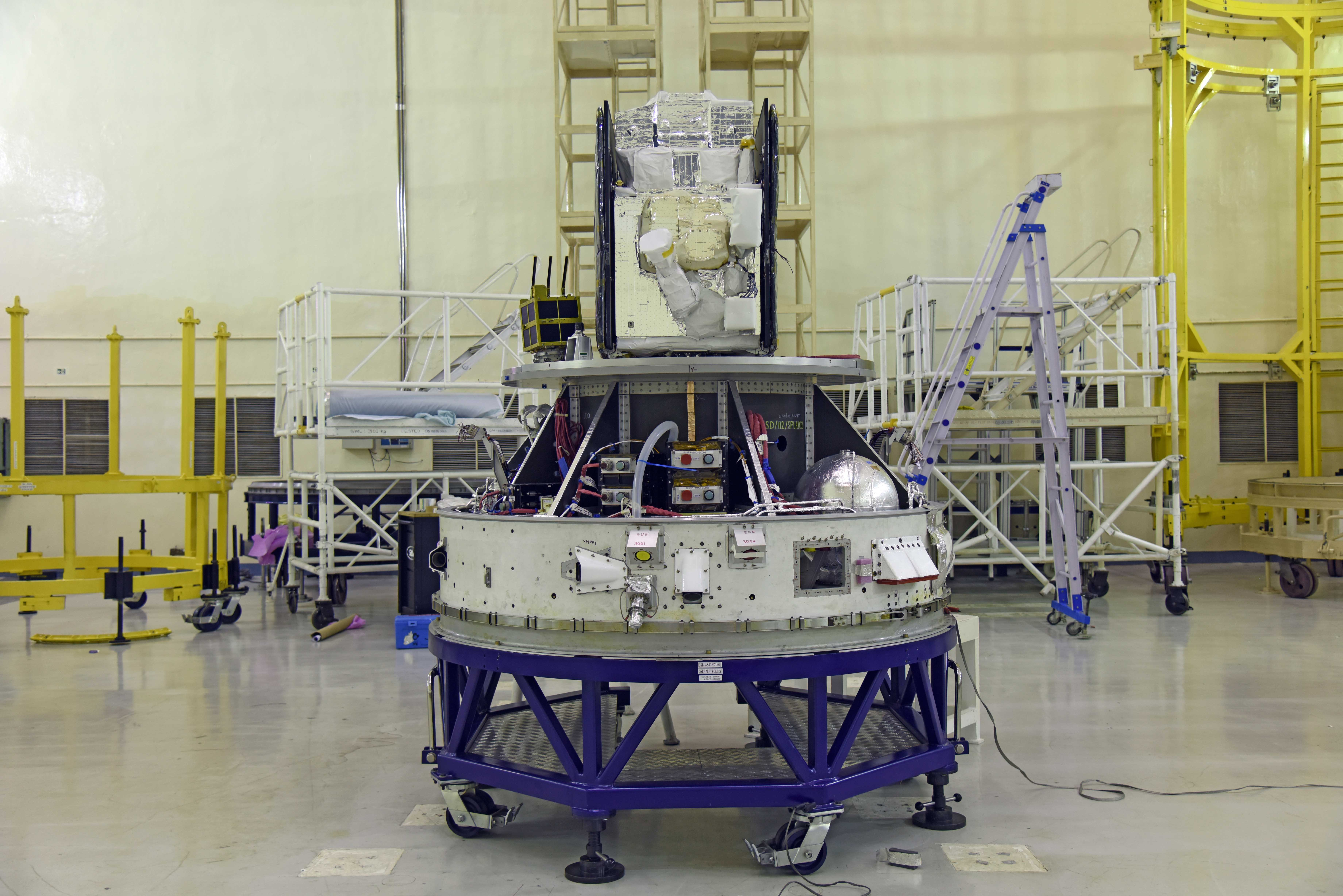
La nau espacial EOS 02 i el segment superior VTM integrats en una sala blanca.

L'SSLV es va desenvolupar amb l'objectiu de llançar petits satèl·lits comercialment a un preu dràsticament reduït i una taxa de llançament més elevada en comparació amb el vehicle de llançament de satèl·lit polar (PSLV). El cost de desenvolupament de SSLV és de 21 milions de dòlars i s'espera que el cost de fabricació sigui des de 3,8 fins a 4,4 milions de dòlars.
Les tres primeres etapes del vehicle utilitzen propulsor sòlid basat en HTPB, amb una quarta etapa terminal que és un mòdul d'ajustament de velocitat (VTM).
La primera etapa (SS1) i la tercera etapa (SS3) de SSLV s'han desenvolupat recentment, mentre que la segona etapa (SS2) es deriva de la tercera etapa (HPS3) de PSLV.